# Ulrik Leander
Ulrik Johannesson Leander, född 15 februari 1858 i Tofteryds socken i Småland, död 24 april 1938 i Karlskrona, var en svensk fängelsedirektör och riksdagsman. Han bytte till efternamnet Leander i samband med sin skolgång. 

## Biografi
Leander studerade först vid Fjellstedtska skolan i Uppsala, senare vid Lunds privata elementarskola och tog studentexamen våren 1885. Han blev fil. kand. vid Lunds universitet 1890. Samma år anställde generaldirektören vid fångvårdsstyrelsen Sigfrid Wieselgren honom som fängelselärare vid Långholmen. På försommaren 1892 gifte sig Leander med Johanna Matilda Constance Johansson (1864–1900). På Långholmen föddes sonen Sigfrid Leander (1893–1981) och dottern Uddny Leander (1897–1989).
På våren 1899 utnämndes Leander till direktör för länsfängelset i Karlskrona. Året efter dog hans hustru i lunginflammation. Senare detta år ansvarade Leander för den unge Theodor Julius Sallrots avrättning på fängelsegården i Karlskrona. Sallrot, som var drygt tjugo år gammal, hade mördat en jämnårig kamrat för en mindre summa pengar. Högsta domstolen fastställde straffet och någon nåd beviljades inte. Sveriges siste skarprättare Anders Gustaf Dahlman fullgjorde åtagandet strax efter soluppgången en julimorgon år 1900. Leander har beskrivit denna händelse i sin självbiografi. Efter tjänstgöring som direktör för tvångsarbetsanstalten i Karlskrona 1912–1914 återvände han som direktör för länsfängelset och gick i pension därifrån 1925.
Sommaren 1907 var Leander med och grundade Svenska fångvårdssällskapet, en intresseförening för högre tjänstemän inom fångvården, och blev dess förste ordförande. Han hade denna post i åtta år och efter ett uppehåll blev han återvald och stannade ytterligare i tolv år till 1932 då han valdes till hedersledamot.
Åren 1909–1931 var Leander riksdagsman för Frisinnade landsföreningen, föregångare till det 1934 bildade Folkpartiet. Han var 1909–1914 och 1918–1921 ledamot i andra kammaren samt 1922–1923 och 1926–1931 ledamot i första kammaren där han bland annat ingick i bankoutskottet, konstitutionsutskottet och första lagutskottet. Leander besökte bland annat Genève 1912 och Haag 1913 som representant för Sveriges riksdag i internationella kongresser. 
Under de nästan fyrtio åren i Karlskrona hade Leander en mängd förtroendeuppdrag, bland annat som ordförande för Blekinge läns tidning, vice ordförande för Blekinge ansgarieförening och Blekinge läns allmänna nykterhetsförbund samt ledamot i Karlskrona stadsfullmäktige och Karlskrona folkskolestyrelse.
Under sin tid som politiker arbetade Leander hårt för avskaffandet av dödsstraffet.
Ett par år före sin bortgång gav Leander, efter upprepade övertalningar, ut minnesskriften En fängelsedirektörs minnen på Svenska Missionsförbundets förlag. Han avled 24 april 1938 i Karlskrona och är begraven på Kalmar södra kyrkogård.